# Elfego Hernán Monzón Aguirre
Elfego Hernán Monzón Aguirre (Santa Bárbara, 5 maggio 1912 – 1981) è stato un politico guatemalteco.
È stato il Presidente del Guatemala dal giugno al luglio 1954 per un periodo di reggenza in qualità di capo della giunta militare.
| Controllo di autorità | VIAF (EN) 11275253 · ISNI (EN) 0000 0000 2417 978X · LCCN (EN) n85092881 |